# Crno pasje grožđe
Crno pasje grožđe (crna kozja krv, crna kozokrvina, lat. Lonicera nigra), listopadni grm iz porodice kozokrvnica (Caprifoliaceae) koji raste po srednjoj Europi.

## Opis
Cvjetovi su mu ružičasti, po 2 na zajedničkoj stapci. Plod su mu dvije bobe u donjom dijelu srasle u jednu zajedničku plavocrnu bobu.

## Sinonimi
- Caprifolium nigrum (L.) Kuntze
- Chamaecerasus nigra (L.) Medik.
- Euchylia nigra (L.) Dulac
- Lonicera barbinervis Kom.
- Lonicera nigra subsp. barbinervis (Kom.) Nedol.
- Lonicera nigra var. barbinervis (Kom.) Nakai
- Xylosteon campaniflorum Lodd.
- Xylosteon nigrum (L.) Medik.